# Squaliolus
Squaliolus – rodzaj morskich ryb chrzęstnoszkieletowych z rodziny scymnowatych (Dalatiidae).

## Zasięg występowania
Do rodzaju należą gatunki występujące w wodach oceanów – Spokojnego, Atlantyckiego i Indyjskiego.

## Morfologia
Długość ciała do 25 cm.

## Systematyka
Rodzaj zdefiniowała w 1912 roku para amerykańskich ichtiologów Hugh McCormick Smith i Lewis Radcliffe w artykule poświęconym koleniokształtnym rekinom z Filipin wraz z opisami nowych rodzajów i gatunków opublikowanym w czasopiśmie Proceedings of the United States National Museum. Gatunkiem typowym jest (oryginalne oznaczenie) S. laticaudus.

### Etymologia
Squaliolus: łac. squalus ‘gatunek rekina’; przyrostek zdrabniający -olus.

### Klasyfikacja
Gatunki zaliczane do tego rodzaju:
- Squaliolus aliae Teng, 1959
- Squaliolus laticaudus Smith & Radcliffe, 1912